# Man on the Moon
Pour les articles homonymes, voir Man on the Moon (homonymie).
Ne doit pas être confondu avec Man in the Moon (film, 1960).
Pour plus de détails, voir Fiche technique et Distribution.
Man on the Moon ou L'Homme sur la Lune au Québec est un film anglo-germano-américano-japonais réalisé par Miloš Forman et sorti en 1999. Ce film biographique présente la vie du comique américain Andy Kaufman mort en 1984.

## Synopsis
Andy Kaufman est un artiste en difficulté qui ne connait dans les boîtes de nuit que l'insuccès, car, alors que le public veut de la comédie, il chante des chansons pour enfants et refuse de raconter des blagues conventionnelles. Alors que le public commence à croire que Kaufman n'a peut-être pas de réel talent, son personnage d'« homme étranger », généralement timide, met une veste en strass et fait une parfaite imitation d'Elvis Presley. Les spectateurs applaudissent, reconnaissant que Kaufman les a dupés.
Kaufman attire l'attention de l'agent artistique George Shapiro, qui devient le sien et lui décroche immédiatement une série télévisée sur le réseau, Taxi, au grand désarroi de Kaufman, car il n'aime pas les sitcoms. En raison du salaire, de la notoriété acquise et de la promesse qu'il pourra faire sa propre émission de télévision, Kaufman accepte le rôle, transformant son personnage d'étranger en un mécanicien nommé Latka Gravas ; la série connait un grand succès. En réalité, Kaufman déteste faire l'émission et exprime officiellement son désir d'arrêter.
Invité à voir un autre comédien dans une boîte de nuit, Shapiro assiste à la prestation d'un chanteur de salon grossier et bruyant, Tony Clifton, que Kaufman veut inviter à jouer dans Taxi. L'attitude inappropriée de Clifton va de pair avec son apparence et son comportement horribles. Mais en coulisses, lorsqu'il rencontre Shapiro en personne, Clifton enlève ses lunettes de soleil et révèle qu'il est en fait Kaufman. Clifton est un « méchant personnage » créé par Kaufman et son partenaire créatif, Bob Zmuda. Une fois de plus, le gag marche sur le public.
La notoriété de Kaufman grandit encore avec ses apparitions sur Saturday Night Live, mais il a des problèmes avec sa récente célébrité. Lors de ses performances en direct, le public n'apprécie pas son étrange anti-humour et exige qu'il joue le rôle de Latka. Lors d'un spectacle, il contrarie délibérément les spectateurs en lisant Gatsby le Magnifique à voix haute du début à la fin du spectacle. Kaufman se présente sur le plateau de Taxi sous l'apparence de Clifton et met le chaos jusqu'à ce qu'il soit renvoyé du plateau. Il raconte à Shapiro qu'il ne sait jamais exactement comment divertir un public « à moins de simuler ma propre mort ou de mettre le feu au théâtre ».
Kaufman décide de devenir catcheur professionnel, mais pour mettre l'accent sur l'aspect méchant, il ne combat que des femmes (des actrices qu'il engage) et les réprimande après avoir gagné, se déclarant « champion de lutte intersexuelle ». Il s'éprend d'une femme avec laquelle il lutte, Lynne Margulies, et ils entament une relation amoureuse. Des problèmes surgissent lorsque, lors d'une apparition dans l'émission comique en direct d'ABC, Fridays, Kaufman refuse de dire son texte.
Kaufman se dispute publiquement avec Jerry Lawler, un lutteur professionnel masculin, qui le défie dans un « vrai combat de lutte », ce que Kaufman accepte. Lawler le domine facilement et semble blesser gravement Kaufman. Lawler et un Kaufman blessé (portant une minerve) apparaissent à l'émission Late Night with David Letterman de NBC, soi-disant pour faire une trêve, mais Lawler insulte Kaufman, qui lance une tirade d'épithètes vicieuses et jette du café sur le lutteur. Il est révélé plus tard que Kaufman et Lawler étaient en fait de bons amis et qu'ils ont mis en scène toute la querelle, mais Kaufman en paie le prix puisqu'il est banni du SNL par un vote des membres du public, las de ses pitreries de lutteur. Shapiro conseille à Kaufman et Lawler de ne plus travailler ensemble, et appelle ensuite Kaufman pour l'informer que Taxi a été déprogrammé.
Après un spectacle dans un club de comédie, Kaufman convoque Lynne, Zmuda et Shapiro pour leur révéler qu'on lui a diagnostiqué une forme rare de cancer du poumon et qu'il pourrait bientôt mourir. Ils ne savent pas s'ils doivent le croire, pensant qu'il pourrait s'agir d'un énième coup, Zmuda croyant en fait qu'une fausse mort serait une farce fantastique. Ayant peu de temps encore à vivre, Kaufman obtient une réservation au Carnegie Hall, le lieu de ses rêves. Le spectacle est un succès mémorable, qui culmine lorsque Kaufman invite tout le public à sortir pour prendre du lait et des biscuits. Sa santé se détériore. Désespéré, Kaufman se rend aux Philippines pour chercher un miracle médical par le biais de la chirurgie psychique, mais il découvre qu'il s'agit d'un canular, riant de l'ironie. Il meurt peu après. À l'enterrement de Kaufman, ses amis et ses proches chantent This Friendly World avec une vidéo de Kaufman. Un an plus tard, en 1985, Clifton apparaît durant l'hommage à Kaufman sur la scène principale du Comedy Store, en interprétant I Will Survive. Zmuda regarde ce spectacle depuis le public.

## Fiche technique
- Titre original et français : Man on the Moon
- Titre québécois : L'Homme sur la Lune
- Réalisation : Miloš Forman
- Scénario : Scott Alexander et Larry Karaszewski
- Musique : R.E.M.
- Photographie : Anastas Michos
- Montage : Lynzee Klingman, Christopher Tellefsen et Adam Boome
- Décors : Patrizia von Brandenstein
- Maquillage : Ve Neill
- Son : Chris Newman, Michael Barry et Ron Bochar
- Cascades : Buddy Joe Hooker
- Production : Danny DeVito, Michael Shamberg et Stacey Sher
  - Production exécutive : Michael Hausman, George Shapiro, Howard West et Bob Zmuda
- Sociétés de production : Universal Pictures, Mutual Film Company , Jersey Films et Cinehaus
- Sociétés de distribution : Universal Pictures  (États-Unis), Warner Bros. (France),  Elite[1] (Suisse romande)
- Pays de production :  États-Unis,  Allemagne,  Japon et  Royaume-Uni
- Langue originale : anglais
- Budget : 52 000 000 $
- Durée : 118 minutes
- Format : Couleur - 2.39:1 - DTS | Dolby Digital | SDDS
- Genres : comédie dramatique biographique
- Dates de sortie :
  - États-Unis : 22 décembre 1999
  - Allemagne : 18 février 2000 à la Berlinale
  - Allemagne : 11 mai 2000 (sortie nationale)
  - Suisse romande : 22 mars 2000[1]
  - France : 15 mars 2000
  - Royaume-Uni : 5 mai 2000
  - Belgique : 10 mai 2000
  - Japon : 10 juin 2000

## Distribution
- Jim Carrey (VF : Emmanuel Curtil ; VQ : Daniel Picard) : Andy Kaufman / Tony Clifton
- Danny DeVito (VF : Patrick Raynal ; VQ : Luis de Cespedes) : George Shapiro
- Courtney Love (VF : Marie Vincent ; VQ : Chantal Baril) : Lynne Marguiles
- Paul Giamatti (VF : Éric Métayer ; VQ : Pierre Auger) : Bob Zmuda
- Vincent Schiavelli (VQ : Hubert Gagnon) : Maynard Smith, le directeur d'ABC
- Peter Bonerz (VF : Bernard Tiphaine) : Ed Weinberger, le producteur de Taxi
- Jerry Lawler (VF : Bernard-Pierre Donnadieu ; VQ : Benoît Rousseau) : lui-même
- George Shapiro (VF : Pierre Baton) : M. Besserman
- Gerry Becker (VF : Philippe Catoire ; VQ : Jean-Marie Moncelet) : Stanley Kaufman, le père d'Andy
- Leslie Lyles : Janice Kaufman, la mère d'Andy
- Michael Kelly : Michael Kaufman
- Melanie Vesey : Carol Kaufman
- Richard Belzer : lui-même
- Brent Briscoe : le technicien costaud
- Patton Oswalt : un ouvrier
- Angela Jones : une prostituée
- Reiko Aylesworth : Mimi
- Michael Villani : Merv Griffin
- Jim Ross (VF : Marc Alfos) : le commentateur des combats de catch
- Bob Zmuda (VF : Vincent Grass) : Jack Burns
- Caroline Rhea : Melanie (dans l'émission Fridays)
- Mary Lynn Rajskub : Mary (dans l'émission Fridays)
- Stephen Sayadian : un photographe au stade (crédité comme Ladi von Jansky)
- Mews Small : une dirigeante de la Méditation transcendantale
- Tracey Walter : le rédacteur en chef du National Enquirer
- David Koechner : le journaliste du National Enquirer
- Doris Eaton Travis : Eleanor Gould
- Sydney Lassick (VF : Michel Ruhl) : le guérisseur aux cristaux
- Chuck Zito : un motard avec Tony Clifton
- Lukasz Gottwald : un musicien du Saturday Night Live
- Steve Turre : un musicien du Saturday Night Live
- Will Lee : un musicien du Late Show with David Letterman
- Hal Blaine : un musicien au Harrah

Non crédités
- Jeff Conaway : lui-même (dans la série Taxi)
- Rich Hall : un client de la boîte
- Marilu Henner : elle-même (dans la série Taxi)
- Judd Hirsch : lui-même (dans la série Taxi)
- Carol Kane : elle-même (dans la série Taxi)
- David Letterman (VF : Jean-Luc Kayser) : lui-même
- Christopher Lloyd : lui-même (dans la série Taxi)
- Norm Macdonald : Michael (dans l'émission Fridays)
- Lorne Michaels : lui-même
- Paul Shaffer : un musicien du Late Show with David Letterman
- Michiko Nishiwaki : la karatéka

## Production
Man on the Moon est tourné à Los Angeles durant l'hiver 1998. La production du film se distingue par la rigidité de la méthode de jeu de Carrey, qui reste dans le personnage de Kaufman à la fois sur le plateau et en dehors pendant toute la durée de la production. L'adhésion de Carrey au rôle est telle qu'il développe des tics et des habitudes non scénarisés qui étaient auparavant caractéristiques de Kaufman lui-même. Parmi d'autres exemples, Courtney Love a noté comment Carrey remplissait ses vêtements de fromage de Limbourg sur le plateau, lorsqu'il jouait le personnage de Tony Clifton de Kaufman dans le film, ce que Kaufman avait fait dans ses propres interprétations du personnage.
Un documentaire, Jim & Andy : The Great Beyond, est sorti en novembre 2017. Utilisant des images en coulisses, le documentaire couvre la production de Man on the Moon avec un accent particulier sur la méthode de Carrey qui développe le rôle de Kaufman.

## Musique
- Ainsi parlait Zarathoustra de Richard Strauss de 1896.
- Ouverture de La Fiancée vendue de Bedřich Smetana.
- Blue Suede Shoes de Carl Perkins de 1956.
- Funiculì funiculà de Luigi Denza de 1880.
- Going the Distance par Bill Conti de 1977.
- Hallelujah du Messie de Georg Friedrich Haendel de 1741.
- Hanshan Temple.
- Here Comes Santa Claus (en) par Gene Autry et Oakley Haldeman (en) de 1947.
- Here's Tony de 1999.
- It's Howdy Doody Time de 1947.
- I've Gotta Be Me de Walter Marks (en) de 1968.
- Jailhouse Rock de Jerry Leiber et Mike Stoller de 1957.
- Jingle Jangle Jingle (en) de Joseph J. Lilley et Frank Loesser de 1942.
- Kiss You All Over (en) par Exile (en) de 1978.
- La cumparsita de Gerardo Matos Rodríguez (es) de 1916.
- Générique de Lassie de 1940.
- March & Fanfare par The Bobs (en).
- Générique de Super-Souris de 1955.
- Oh, the Cow Goes Moo.
- Parade of Charioteers.
- Raag Mian Ki Todi.
- Rock the Boat.
- Rose Marie (en) de 1924.
- Route 69 de 1999.
- Sextet de Lucia di Lammermoor de Gaetano Donizetti de 1835.
- This Friendly World (en) de Ken Darby de 1959.
- The Thing par Lenny Pickett et The House Band.
- Volare de 1958.

### Bande originale
Liste des titres
1. Mighty Mouse Theme (Here I Come to Save the Day)", (Philip, Scheib, Marshall Barer)[2], interprété par The Sandpipers[3] – 1:53
2. The Great Beyond (Peter Buck, Mike Mills, Michael Stipe), performed by R.E.M. – 5:05
3. Kiss You All Over (Mike Chapman, Nicky Chinn), performed by Exile – 3:37
4. Angela (thème de Taxi) (Bob James), interprété par Bob James – 1:27
5. Tony Thrown Out (Buck, Mills, Stipe), performed by orchestra – 1:08
6. Man on the Moon (Bill Berry, Buck, Mills, Stipe), interprété par R.E.M. – 5:13
7. This Friendly World (Ken Darby), interprété par Michael Stipe et Jim Carrey – 3:02
8. Miracle (Buck, Mills, Stipe), interprété par Mike Mills et l'orchestre – 2:53
9. Lynne & Andy (Buck, Mills, Stipe), performed by an orchestra – 1:46
10. Rose Marie (Herbert Stothart, Oscar Hammerstein II, Otto Harbach, Rudolf Friml), interprété par Andy Kaufman – 2:36
11. Andy Gets Fired (Buck, Mills, Stipe), interprété par l'orchestre – 1:07
12. I Will Survive (Freddie Perren, Dino Fekaris), interprété par Tony Clifton – 1:49
13. Milk & Cookies (Buck, Mills, Stipe), interprété par l'orchestre – 1:59
14. Man on the Moon (Berry, Buck, Mills, Stipe), interprété par l'orchestre – 1:50
15. One More Song for You (Michael Omartian, Stormie Omartian), interprété par Andy Kaufman – 1:16

## Sortie et accueil

### Accueil critique
Sur le site de l'agrégateur de critiques Rotten Tomatoes, le film a obtenu une note d'approbation de 63 % sur la base de 119 critiques, avec une note moyenne de 6,2/10. Le consensus critique du site est le suivant : « Jim Carrey est sinistrement convaincu de la justesse de son interprétation d'Andy Kaufman, ce qui contribue à élever l'Homme sur la lune au-dessus des clichés biopiques du scénario. » Metacritic, qui utilise une moyenne pondérée, a attribué une note de 58 sur 100, sur la base de 34 critiques, indiquant « des critiques mitigées ou moyennes ».
Le célèbre critique américain du Chicago Sun-Times Roger Ebert écrit notamment : « Le plus merveilleux dans Man on the Moon, un très bon film, est qu'il reste fidèle à la vision obstinée de Kaufman. Oh, il illumine un peu les choses [...] Mais il reste essentiellement fidèle à son personnage : Un type qui vous testerait, vous tromperait, vous mentirait, vous tromperait et mettrait en scène des tromperies, des mises en scène et des canulars élaborés. »
Man on the Moon a mis fin à une série de films de Jim Carrey qui ont connu des week-ends d'ouverture très réussis, et n'a rapporté que 47 millions de dollars pour un budget de 82 millions. Bien que le film ait reçu des critiques mitigées, celles-ci ont été presque unanimes à louer l'interprétation d'Andy Kaufman par Jim Carrey. Carrey a remporté un Golden Globe pour sa performance, et le film a également été nommé pour la meilleure comédie ou comédie musicale.
En France, le site Allociné propose une note moyenne de 4⁄5 à partir de l'interprétation de critiques provenant de 16 titres de presse.

## Commentaires
Le film apporte quelques changements à l'histoire de la vie de Kaufman. Comme Kaufman (joué par Carrey) l'explique dans le prologue, « Toutes les choses les plus importantes de ma vie sont modifiées et mélangées à des fins dramatiques ».
La célèbre représentation de lait et biscuits du Carnegie Hall, présentée dans le film comme l'une de ses dernières représentations après avoir été diagnostiquée avec un cancer, s'était en fait produite en 1979, cinq ans avant la mort de Kaufman et bien avant son diagnostic. De plus, le film est délibérément ambigu sur la question de savoir si Kaufman est réellement mort ou si sa mort était un canular comme le croient certains fans.
Le film laisse entendre que Carol Kane faisait partie de la distribution de Taxi pendant la première saison de la série, qui, dans la vie réelle, s'est déroulée entre 1978 et 1979. En réalité, Kane n'a pas fait sa première apparition dans la série avant l'épisode Guess Who's Coming for Brefnish, qui a été diffusé pour la première fois sur ABC en janvier 1980 pendant la deuxième saison de la série. Le film implique que Taxi n'a été annulé qu'une seule fois. Cependant, la série a continué à être diffusée pendant une saison supplémentaire sur NBC.
D'autres inexactitudes concernent des scènes basées sur Saturday Night Live, notamment l'animateur du premier épisode. Par ailleurs, la scène où Lorne Michaels demande au public de voter pour l'exclusion de Kaufman de la série a eu lieu en 1982, deux ans après que Michaels a quitté la série en tant que producteur exécutif et que Dick Ebersol a pris la relève.
Après sa sortie, le film a attiré des critiques sur divers événements de la vie de Kaufman qui ont été laissés de côté. Max Allan Collins a soutenu que les cinéastes ne comprenaient pas Kaufman et que le film « ne donne pas à Kaufman le crédit de son génie, qu'il avait une compréhension intellectuelle complète de ce qu'il faisait et l'instinct d'un homme de spectacle pour jouer un rôle de spectateur », ce qui est significatif, ces critiques comprenaient le propre père de Kaufman, Stanley, qui était mécontent que peu de choses de la première vie (avant le show business) et du début de la carrière d'Andy soient représentées.
Sam Simon, producteur exécutif de Taxi, a déclaré dans une interview de Marc Maron pour le podcast WTF with Marc Maron en 2013 que le portrait d'Andy dans l'émission était « une fiction complète », que Kaufman était « complètement professionnel » et qu'il « vous a dit que Tony Clifton était lui ». Simon a également déclaré que les sources de ces histoires provenaient principalement de Bob Zmuda et d'un « peu de presse et de battage médiatique », mais a concédé que Kaufman aurait « aimé » la version des faits de Zmuda.